# Dreams (musikalbum av Grace Slick)
Dreams är Grace Slicks andra soloalbum, utgivet 1980. Albumet spelades in i New York utan några av medlemmarna från Jefferson Starship. 
En singel, "Season", gavs ut för att marknadsföra albumet och landade på #95 på den amerikanska hitlistan. 
Albumet självt steg till #32 på Billboard-listan och till #28 i Storbritannien.

## Låtlista
Sida 1
1. "Dreams" (Sean Delaney) – 5:04
2. "El Diablo" (Gary Gegan) – 5:52
3. "Face to the Wind" (Scott Zito) – 5:34
4. "Angel of Night" (Scott Zito) – 3:49
5. "Seasons" (Grace Slick) – 3:23

Sida 2
1. "Do It the Hard Way" (Grace Slick) – 4:54
2. "Full Moon Man" (Grace Slick) – 5:05
3. "Let It Go" (Grace Slick) – 5:41
4. "Garden of Man" (Grace Slick) – 6:23

## Singlar
- "Seasons" (1980) #95 US
- "Dreams" (1980)

## Medverkande
Musiker
- Grace Slick – sång, piano (på "Garden of Man")
- Ron Frangipane – dirigent (på "Dreams", "Seasons", "Let It Go" och "Garden of Man", synthesizer (på "Dreams" och "Garden of Man")
- Frank Owens – piano (på "Dreams")
- Scott Zito – sologitarr (på "Face to the Wind" och "Let It Go"), elektrisk gitarr (på alla andra spår, utan "Seasons"), akustisk gitarr (på "El Diablo" och "Seasons"), slidegitarr (på "Do It the Hard Way"), sång (på "Angel of Night")
- Sol Ditroia – rytmgitarr (på "Face to the Wind"), akustisk gitarr (på alla andra spår, utan "Dreams" och "Angel of Night"), sologitarr (på "El Diablo")
- George Wadenius – elektrisk gitarr (på "Face to the Wind", "Do It the Hard Way" och "Full Moon Man"), akustisk gitarr (på alla andra spår, utan "Dreams" och "Angel of Night")
- Neil Jason – guitarone (på "El Diablo"), Fender bas (på "El Diablo"), basgitarr (på alla andra spår)
- Allan Schwartzberg – trummor
- Jim Malin – percussion (på alla spår, utan "Dreams" och "Garden of Man")
- Joe D'Elia – piano (på "Face to the Wind", "Seasons", "Do It the Hard Way", "Let It Go" och "Full Moon Man")
- Geoff Farr – Oberheim synthesizer programmering (på "Dreams" och "Garden of Man")
- Gene Orloff – konsertmästare (på "Dreams")
- Artie Kaplan – dirigent (på "Dreams", "Seasons", "Let It Go" och "Garden of Man"), baritonsaxofon on "Full Moon Man"
- Edward Walsh – Oberheim synthesizer (på "El Diablo", "Face to the Wind", "Full Moon Man", "Let It Go" och "Garden of Man")
- Celebration Singers – körsång (på "Seasons")
- Harry Lookofsky – konsertmästare (på "Seasons", "Let It Go" och "Garden of Man")
- Dave Tofani, Phil Bodner – tenorsaxofon (på "Full Moon Man")
- Ronnie Cuber – baritonsaxofon (på "Full Moon Man"))
- Joe Shepley – piccolatrumpet på "Let It Go"
- Steve Price – trummor (på "Garden of Man")
- George Devens, David Feiedman – percussion (på "Garden of Man")

Produktion
- Ron Frangipane – musikproducent
- Ed Sprigg – ljudtekniker
- Jon Smith, Alex Kasbevaross – assisterande ljudtekniker
- Grace Slick – omslagsdesign
- Ron Slenzak – foto